# Station Uchanie
Station Uchanie is een spoorwegstation in de Poolse plaats Uchanie.